# 조남기 (야구인)
조남기(1974년 5월 17일 ~ )는 전 KBO 리그 야구 선수의 포수이다.

## 출신학교
- 1990년 ~ 1993년 : 장충고등학교
- 1993년 ~ 1997년 : 중앙대학교 (1993학번)

## 등번호
- 23번 (해태 - 1997년 ~ 1999년)